# Agano-Klasse
Die Agano-Klasse (japanisch 阿賀野型軽巡洋艦 Agano-gata keijun'yōkan) war eine Klasse von vier Leichten Kreuzern der Kaiserlichen Japanischen Marine, die im Zweiten Weltkrieg zum Einsatz kamen.

## Konstruktion
Die Klasse geht auf eine Forderung für vielseitig einsetzbare Leichte Kreuzer zurück: Flaggschiff für Zerstörerdivisionen (dazu auch mit Aufklärungsflugzeugen ausgestattet), mit einer zerstörerähnlich hohen Geschwindigkeit, einer starken Seezielbekämpfungskomponente, zugleich einsetzbar als Flugabwehrkreuzer und mit eigener U-Jagd-Kapazität. Eingeplant wurden die Kreuzer „Typ B Nummern 132-135“ schließlich im Vierten Flottenergänzungsprogramm im März 1939, wobei die Konstruktion gemäß dem endgültigen Entwurf C-41 vom Oktober 1939 ausgeführt wurde.
Der Bau verzögerte sich wegen der Überlastung der Werften. Die Staatswerft in Sasebo baute schließlich drei der vier Schiffe auf derselben Helling, so dass mit dem nächsten Schiff immer erst nach dem Stapellauf des vorigen begonnen werden konnte. So wurde die Sakawa erst Ende 1944 so spät fertig, dass sie nicht mehr zum Kriegseinsatz kam und ohne Einsatz ein gutes halbes Jahr später an die Amerikaner übergeben werden musste. Einzig die Noshiro wurde auf der Staatswerft Yokosuka gebaut.
Die ersten beiden Schiffe, Agano und Noshiro, verfügten über das größere 26-Meter-Katapult (Typ 2 Mod.1 No.11) und ein größeres Flugdeck, in das die Leitgeber für die schwere Flak integriert waren. Die folgenden beiden Schiffe, Yahagi und Sakawa, erhielten nur das Standard-Katapult Kure No.2 Mod.5 mit 19 Metern Länge, und das modifizierte Flugdeck war verkleinert sowie mit Positionen für 25-mm-Typ-96-Flugabwehrkanonen versehen, während die Leitgeber für die schwere Flak in die (vergrößerten) Scheinwerfertürme seitlich der Schornsteine integriert wurden. Die Scheinwerfer mussten später weiteren 25-mm-Geschützen weichen, einer wurde auf ein neues Gerüst vor den Schornstein versetzt.
Die Namen bezeichnen Flüsse in Japan. Die Yahagi war der zweite Kreuzer gleichen Namens in der japanischen Marine, die anderen Namen wurden erstmals für große Kriegsschiffe verwendet. Die Baukosten betrugen pro Schiff 16,4 Millionen Yen.
Die Rumpfkonstruktion war gegenüber den neuen Schweren Kreuzern verbessert, mit neuer Bugform einschließlich Bugwulst und geringerem Decksabfall am Heck. Aufgrund guter Reserven waren die Schiffe im Gegensatz zu den meisten anderen japanischen Kreuzern nicht übergewichtig und wiesen daher gute Stabilitätswerte auf. Bei voller Beladung lag der Stabilitätswinkel bei 104,8 Grad.

## Bewaffnung
Die Bewaffnung der Schiffe war vielseitig ausgelegt und umfasste Mehrzweckgeschütze, Torpedorohre samt Nachladesystemen, Bordflugzeuge und U-Jagd-Waffen. Im Vergleich zu zeitgenössischen alliierten Schiffen scheint die Agano-Klasse unterbewaffnet, das gilt jedoch nur, wenn man sie mit den fast doppelt so großen und aufwendigen Standardschiffen vergleicht, die aus Entwürfen Schwerer Kreuzer abgeleitet wurden (USA: Cleveland-Klasse, Großbritannien: Town-Klasse). Hier ergibt sich erst ein treffendes Bild, wenn man gewichtsmäßig korrekt zwei Agano-Kreuzer mit einem alliierten Schiff vergleicht. Die direkt vergleichbaren Konstruktionen (USA: Atlanta/Oakland-Klasse, Großbritannien: Dido-/Black-Prince-Klasse) hingegen bleiben deutlich hinter der Agano zurück, die bei gewichtsmäßig gleicher Feuerkraft (6 × 15,2 cm und 4 × 7,6 cm gegen 12 × 12,7 cm oder 8–10 × 13,3 cm) die schwereren Geschütze und eine deutlich stärkere Torpedowaffe aufweist, schneller ist und zudem über Bordflugzeuge verfügt.

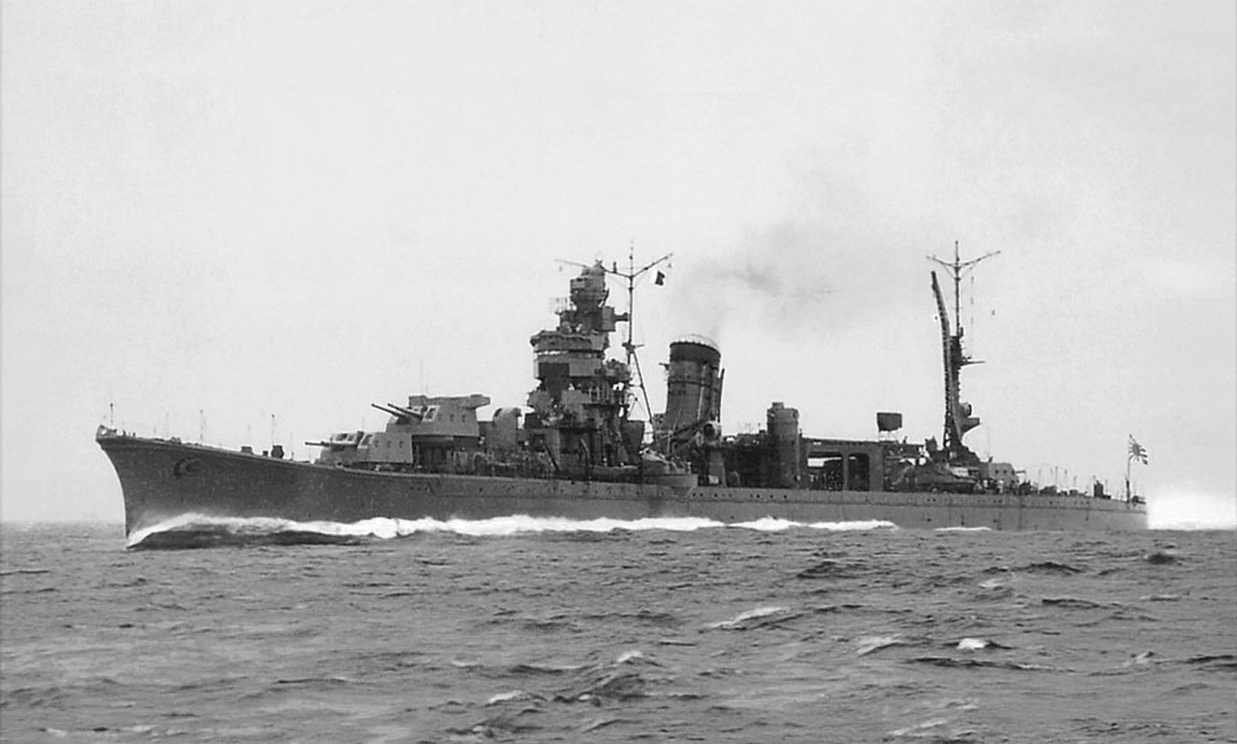
Kreuzer Noshiro 1943

Wegweisend war die Tatsache, dass die schwere Artillerie (15,2 cm oder 6 Zoll) erstmals auch zur Flugabwehr verwendet werden konnte. Dies wurde durch die Rohrüberhöhung von 55 Grad und eine theoretische Kadenz von zehn Schuss pro Minute ermöglicht. Solche Werte erreichten die Amerikaner erstmals mit Nachkriegsschiffen (Worcester-Klasse). In der Praxis hatten die Japaner allerdings Probleme, die theoretische Schussfolge zu realisieren, und trotz guter Feuerleitsysteme fehlte bis zum Kriegsende eine Radarleitung für die Flak-Nutzung. Das kombinierte See-Luft-Such- und Zielradar Typ 21 war hierfür ungeeignet, und nur die Seezielbekämpfung wurde durch die Nachrüstung mit dem Radar Typ 22 Kai 4S (zwei Doppelantennen beidseits der Brücke) noch radargeleitet möglich. Hinsichtlich der Luftabwehr kam 1944 zwar ein zusätzliches spezielles Luftsuch- und Warnradar an Bord (Typ 13), das aber keine Feuerleitung beinhaltete. Kapitän Hara Tameichi, der letzte Kommandant der Yahagi, die im April 1945 zusammen mit dem Schlachtschiff Yamato vor Okinawa durch amerikanische Trägerflugzeuge versenkt wurde, bestreitet die Ausrüstung der Yahagi mit jeder Form von Radar gegen Luftbedrohung, das angeblich nur die Yamato geführt habe, obgleich man die Antenne des Luftsuchsystem Typ 13 auf den amerikanischen Luftaufnahmen vom Angriff hinten am Vormast des Kreuzers deutlich erkennen kann.
Die Bewaffnung umfasste sechs Geschütze 15,2 cm L/50 Typ 41 in drei Zwillingstürmen (zwei überhöhend vorn, einer achtern), vier Luftabwehr-Geschütze 8,0 cm L/60 Typ 98 (die Angabe 8,0 cm ist die offizielle Angabe, obwohl die tatsächliche Bohrung nur 7,6 cm, was 3 Zoll entspricht, betrug) in zwei Zwillingen seitlich mittschiffs und acht Torpedorohre 61,0 cm (24 Zoll) Typ 92 Modell 4 in zwei Vierlingen mittschiffs (schussfähig nach beiden Seiten) mit Schnell-Nachladesätzen für beide Vierlinge diagonal versetzt zwischen den Drehkränzen. Die leichte Flak war ursprünglich mit zehn Rohren geplant, bestehend aus zwei Drillingen im Kaliber 25 mm sowie zwei Zwillingen im Kaliber 13 mm achtern am Großmast. Die Agano und die Noshiro wurden so fertiggestellt. Die Anzahl der leichten Flak wuchs im Krieg schnell, bei der Agano auf 16 Rohre 25 mm (4×3, 2×2), bei der Noshiro auf 48 Rohre (10×3, 18×1), bei der Yahagi, die bereits mit 30 Rohren 25 mm fertiggestellt wurde, auf 58 Rohre (10×3, 28×1) und bei der Sakawa sogar auf 61 Rohre (10×3, 31×1). Zur U-Boot-Abwehr waren zwei Wasserbomben-Ablaufschienen mit 18 Wasserbomben achtern installiert. Hierfür waren auch Hydrophon- und Sonargeräte vom Typ 93 an Bord. Bei der Sakawa wurde stattdessen ein Sonar Typ 3 Modell 1 eingebaut. Zwei Bordflugzeuge vom Typ Aichi E13A als Aufklärungs-, Beobachtungs- und U-Jagdflugzeuge ergänzten die Ausrüstung. Für sie war ein Katapult und ein kleines Flugdeck mit Transportschienen-System über den Torpedorohren vorhanden; Reserveschwimmer wurden seitlich des Schornsteins geführt. Der Bergungskran für die Anbordnahme der Flugzeuge nach der Wasserung befand sich vorn am Großmast.

## Panzerung
Die Agano-Klasse war in den lebenswichtigen Teilen gegen Beschuss von mittleren Kalibern (5 bis 6 Zoll), wie sie auf Zerstörern oder Leichten Kreuzern verwendet wurden, geschützt.
Der Seitenpanzer war 65,80 Meter lang und 3,64 Meter hoch und bestand aus 60 mm dickem CNC-Stahl. Interne Schutzwände aus 55 mm dickem CNC-Stahl schützten die Munitionskammern der 15,2-cm-Türme. Hauptdeck und Unterdeck waren jeweils mit 20 mm Panzerung verstärkt. Der Kommandoturm war bis zu 40 mm stark gesichert, einige Schotten bis 25 mm. Ein Längsschott lief durch den Maschinenbereich.
Das Gesamtgewicht der Panzerung betrug 656 Tonnen, rund 8,3 Prozent der Verdrängung bei 2/3 Beladung.

## Antrieb und allgemeine Daten
Die Agano-Klasse wurde durch vier identische Kanpon-Dreifach-Turbinensätze mit zusammen 100.000 PSw angetrieben, die auf vier Schrauben mit einem Durchmesser von 3,30 m und einer Drehzahl von 360/min wirkten. Der Dampf für die Turbinen wurde von sechs Kanpon-Kesseln erzeugt, die bei 350 °C einen Druck von 30 kg/cm² entwickelten. Daraus resultierte eine Konstruktionsgeschwindigkeit von 35,0 kn. Auf den Probefahrten erzielte die Agano bei 105.500 PSw 35,82 kn, die Werte für die Yahagi waren ähnlich. Mit Vorräten von 1420 Tonnen Öl wurden 6000 sm bei 18 kn als Seeausdauer berechnet. Die Agano erreichte 6178 sm bei 18,44 kn als Wert auf Grundlage der Probefahrten. Ein (ausgeglichenes) Ruder in der Schiffsmittellinie hinter den Schrauben, Fläche 17,34 m², wurde für die Steuerung verwendet.
Die Dimensionen betrugen:
- Länge perpendikular 162,00 m, Wasserlinie 172,00 m, über alles 174,50 m
- Breite Wasserlinie (und zugleich über alles) 15,20 m
- Seitenhöhe 10,17 m
- Tiefgang Mittelwert 5,63 m (Design), 5,71 m (tatsächlich, Wert für Sakawa)
- Wasserverdrängung standard 6652 t, Versuchsfahrt (2/3 Beladung) 7710 ts (Design), 7895 ts (tatsächlich, Wert für Sakawa), maximal 8534 ts (Sakawa)

Die Besatzungsstärke betrug 51 Offiziere und 649 Mann. Im Kriegseinsatz stieg wegen der Verstärkung der Flakbewaffnung und der Radarnachrüstung die Besatzungszahl auf 805 (55 Offiziere, 750 Mannschaften, Sakawa 1945).

## Schiffe der Agano-Klasse

### Agano
Hauptartikel: Agano (Schiff, 1942)
Die Agano wurde im Juni 1940 in Sasebo auf Kiel gelegt und lief im Oktober 1941 vom Stapel. Im Pazifikkrieg nahm sie am 2. November 1943 an der Seeschlacht bei der Kaiserin-Augusta-Bucht teil. In Rabaul wurde sie kurz darauf von amerikanischen Flugzeugen angegriffen und durch einen Torpedo am Heck beschädigt. Nach Notreparaturen machte sie sich auf den Weg nach Japan. Am 16. Februar wurde sie nördlich von Truk von zwei Torpedos des U-Bootes Skate getroffen. Die Agano versank am folgenden Tag.

### Noshiro
Hauptartikel: Noshiro (Schiff, 1943)
Die Noshiro wurde im September 1941 in Yokosuka auf Kiel gelegt und lief im Juli 1942 vom Stapel. Sie war im Pazifikkrieg erst ab August 1943 eingesetzt und gehörte im Oktober 1944, während der Schlacht um den Golf von Leyte, zur Flotte von Vizeadmiral Kurita. Sie überstand den Anmarsch unbeschädigt, wurde aber in der Schlacht vor Samar zum Ziel amerikanischer Trägerflugzeuge. Sie wurde von zwei Torpedos getroffen und sank am 26. Oktober 1944.

### Yahagi
Hauptartikel: Yahagi (Schiff, 1943)
Die Yahagi wurde im November 1941 auf Kiel gelegt und lief im Oktober 1942 vom Stapel. Sie wurde im Dezember 1943 in Dienst gestellt und nahm im Oktober 1944 an der Schlacht um Leyte teil, die sie unbeschädigt überstand. Im April 1945 gehörte sie zur Eskorte der Yamato während der Operation Ten-gō und wurde am 7. April 1945 von US-Trägerflugzeugen auf dem Weg nach Okinawa durch Bomben und Torpedos versenkt.

### Sakawa
Hauptartikel: Sakawa (Schiff)
Die Sakawa wurde im November 1942 auf Kiel gelegt und lief im April 1944 vom Stapel. Das Schiff wurde im November 1944 in Dienst gestellt und nahm zunächst an Übungsmissionen teil. Nach der Kapitulation Japans am 2. September 1945 fiel sie an die USA und wurde schließlich zum Bikini-Atoll geschleppt. Während der Operation Crossroads wurde sie dort bei dem Atombombentest „Able“ schwer beschädigt und sank am 2. Juli 1946.

## Belege und Verweise